# Œillet d'Inde
Tagetes patula
Pour les articles homonymes, voir Œillet (homonymie).
Ne doit pas être confondu avec Rose d'Inde.
Espèce
Classification phylogénétique

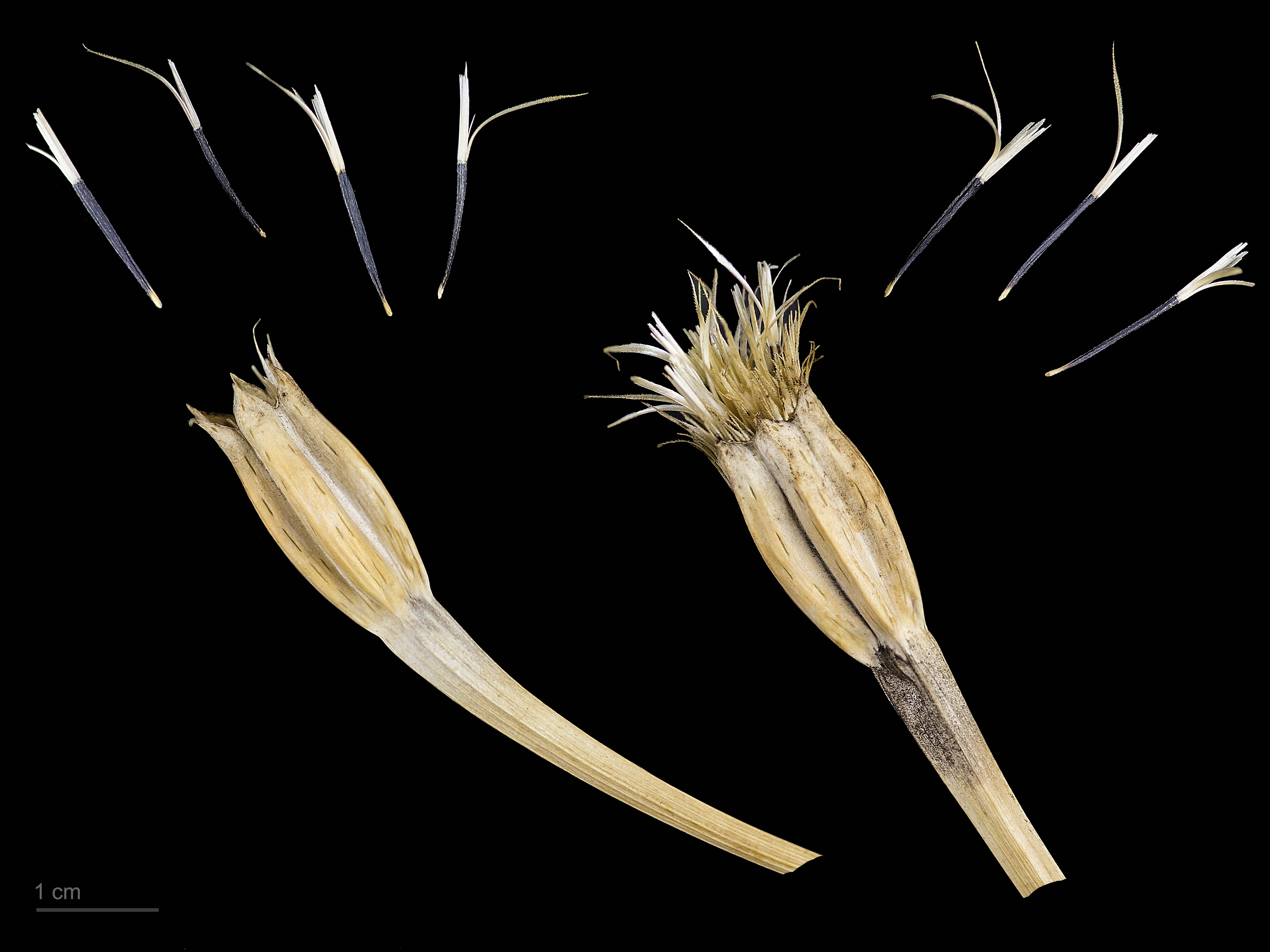
Tagetes patula au Muséum de Toulouse.

L'œillet d'Inde (Tagetes patula) est une espèce de plantes à fleurs de la famille des Asteraceae. Elle est originaire des régions tropicales des Amériques allant du Mexique à la Bolivie.
Ce sont des plantes herbacées. Cette espèce de tagètes (ou tagettes) fait partie de celles dont les fleurs sont comestibles, et son goût se rapproche de celui du fruit de la passion.
On l'utilise dans les potages, les beurres aromatisés ou « beurres fleuris », et ses pétales colorent les salades de fruits. Ces propriétés colorantes lui valent le surnom de « safran du pauvre ».
L'Empereur Charles-Quint, lors de son expédition en Afrique en 1535, la trouva dans les environs de Tunis et fut attiré par la brillance de ses couleurs, quoique peu agréable par son odeur. Il fut nommé « Fleur de Tunis », et désigné aussi sous le nom d’Africaine.
Le nom « œillet d'Inde » vient de sa ressemblance avec l'œillet commun (Dianthus caryophyllus), et du fait que la plante a été initialement importée des Antilles, à l'époque où elles faisaient partie de ce qu'on appelait les « Indes occidentales ». On l'appelle aussi « maregold », « marigold », ou « bonanza ».

## Culture
L'œillet d'Inde est une plante annuelle très florifère, à croissance rapide, facile à cultiver.
Elle aime une exposition ensoleillée et tolère la mi-ombre.
On pratique le semis de février à mars sous abri, ou d'avril à mai directement en pleine terre. Quand la plante atteint une dizaine de centimètres, on peut la pincer pour qu'elle se ramifie. L'œillet d'Inde pousse généralement d'une trentaine de centimètres, et fleurit de juin jusqu'aux premières gelées. Pour améliorer la floraison, il convient de supprimer régulièrement les fleurs fanées.
L'œillet d'Inde repousse très facilement d'une année à l'autre, grâce au grand nombre de graines que forment ses fleurs.
Pour la culture en pot, il convient d'éviter l'excès d'arrosage, car sa racine est sensible à la pourriture.

## Cultivars
En anglais, l'œillet d'Inde est appelé « French marigold », car les horticulteurs français en ont créé un très grand nombre de variétés depuis son introduction en France, au XVIe siècle. Il existe ainsi des variétés naines, à fleurs simples ou à fleurs de scabieuse.
En espagnol d'Espagne, on nomme cette fleur « Calendura ».

## Compagnonnage
L'œillet d'Inde est souvent utilisé comme plante compagne.
L'odeur de son feuillage est souvent considérée comme déplaisante. Elle attire les syrphes, des papillons, mais repousse de nombreux parasites comme les pucerons, et les fourmis qui les « élèvent ».
Les racines de l'œillet d'Inde, tout comme celles de la rose d'Inde, sécrètent du thiophène, qui a un effet inhibiteur sur les nématodes (vers), les aleurodes (mouches blanches), et certaines plantes envahissantes comme le liseron et le chiendent[réf. nécessaire]. C'est pour ces effets répulsifs qu'on l'associe souvent à d'autres cultures, particulièrement en agriculture biologique.
L’œillet d'Inde est en revanche très apprécié des limaces et escargots, qui peuvent lui infliger de lourds dégâts.

## Langage des fleurs
Dans le langage des fleurs, l'œillet d'Inde symbolise la séparation.